# Château de Hylton
Le château de Hylton est un château en pierre, actuellement en ruine, situé près de Sunderland dans le Tyne and Wear en Angleterre. Construit à l'origine en bois, par un des baron Hylton, juste après la conquête normande de l'Angleterre. Il est reconstruit en pierre de la fin du XIVe jusqu'au début du XVe siècle. 
Le château a ensuite subi d'importantes modifications aux XVIIIe et XIXe siècles. Il sert divers usages après la fin de la maison Hylton en 1746, le bâtiment a été négligé puis est devenu une école en 1840, avant appartenir à une société houillère au XXe siècle, pour enfin être pris en charge par l'État en 1950, pour enfin appartenir aujourd'hui à l'English Heritage, organisme public chargé du patrimoine historique.
Le château est réputé hanté par le Cauld Lad of Hylton.